# فرد سميث (لاعب كرة قاعدة أمريكي)
فرد سميث (بالإنجليزية: Fred Smith)‏ هو لاعب كرة قاعدة أمريكي، ولد في 29 يوليو 1886 في كليفلاند في الولايات المتحدة، وتوفي بنفس المكان في 28 مايو 1961.

## وصلات خارجية
- فرد سميث على موقعبيزبول رفرنس.كوم (الدوري الرئيسي) (الإنجليزية)
- فرد سميث على موقعبيزبول رفرنس.كوم (الدوري الثانوي) (الإنجليزية)